# A.W.O.L.
Albums de AZ
Decade 1994–2004
(2002) The Format
(2006)
Singles
1. The Come Up
Sortie : 26 juillet 2005

A.W.O.L. est le cinquième album studio d'AZ, sorti le 6 septembre 2005.
L'album s'est classé 5e au Top Independent Albums, 10e au Top Rap Albums, 17e au Top R&B/Hip-Hop Albums et 73e au Billboard 200.

## Liste des titres
| No  | Titre                                                                | Contient un (des) sample(s) de | Durée |
| --- | -------------------------------------------------------------------- | --- | ----- |
| 1.  | So Sincere (Intro) (Produit par Heatmakerz)                          | Love Birds des Dramatics | 1:57  |
| 2.  | Never Change (Produit par Heatmakerz)                                | Wild Horses de LaBelle | 4:26  |
| 3.  | New York (featuring Ghostface Killah et Raekwon – Produit par Emile) | Gangbusters Scratch Mix de DJ Grand Wizard Theodore et Kevie Kev Rockwell Let's Get Dirty (I Can't Get in da Club) de Redman featuring DJ Kool Life's a Bitch de Nas featuring AZ et Olu Dara Bring the Noise de Public Enemy | 3:45  |
| 4.  | Can't Stop (Produit par Frade)                                       | I Loved You Like I Love My Very Life de Carla Thomas | 4:15  |
| 5.  | Still Alive (Produit par Vinny Idol)                                 | The World Is Yours de Nas | 4:04  |
| 6.  | AZ's Chillin' (Produit par Fizzy Womack)                             | My People...Hold On d'Eddie Kendricks | 3:55  |
| 7.  | City of Gods (Produit par Disco D)                                   | I Don't Want to Lose Your Love des Dramatics Let the Rhythm Hit 'Em d'Eric B. & Rakim | 4:14  |
| 8.  | Street Life (featuring Half-A-Mil et Begetz – Produit par J-Hen)     | Half Moon Serenade de Naoka Kawai | 4:33  |
| 9.  | Bedtime Story (Produit par Baby Paul et Jimi Kendrix)                | Tell Me a Bedtime Story de Quincy Jones Children's Story de Slick Rick | 2:12  |
| 10. | The Come Up (Produit par DJ Premier)                                 | Holdin On de Lawrence Hilton-Jacobs Change the Beat (Female Version) de Beside Undisputables de L.A. Ment featuring Evidence                                                                                                  | 3:46  |
| 11. | Envious (featuring Bounty Killer – Produit par Moss)                 | | 2:57  |
| 12. | A.W.O.L. (Produit par Vinny Idol)                                    | Wild Flower de The New Birth | 3:40  |
| 13. | Live Wire (Produit par Buckwild)                                     | | 10:49 |
| 14. | Magic Hour (featuring CL Smooth – Produit par Tone Mason)            | He Keeps Something Groovy Goin' On de Gwen McCrae | 3:07  |
| 15. | The Truth (Produit par DJ Absolut)                                   | | 4:29  |